# Rubí Carrillo
María Rubí Carrillo Durazo (6 de diciembre de 1987, Hermosillo, Sonora) es una psicóloga, maestra e investigadora mexicana. 

## Biografía
Nació con parálisis cerebral infantil (PCI), debido a su trastorno y en su búsqueda laboral encontró una oportunidad en la Secretaría de Salud de Hermosillo, Sonora.
La psicóloga impartía una serie de conferencias a escuelas o instituciones de Hermosillo, así creando el Maratón Transformando palabras en acciones donde abordaba diversos temas como: erradicación y prevención de bullying, trastornos alimenticios y fomento de valores e inclusión educativa.   
Se encarga de dar clases sobre historia de la discapacidad parálisis cerebral infantil, teorías posturales, sociales y culturales en la discapacidad en las relaciones sexuales. Todo esto con el fin de que la gente se informe, que a las personas con alguna discapacidad no se les debe tratar indiferente, al contrario, se les debe integrar a las actividades cotidianas de la sociedad sin ningún tipo de prejuicio. En su intervención virtual XI Festival de la Primavera, organizado por la Dirección de Vinculación y Difusión de la Universidad de Sonora, Rubí afirmó que la sexualidad es una parte fundamental de la persona con discapacidad, pero ésta tiene que estar acorde a su edad cronológica y mental, además del contexto social que le rodee.

## Estudios
Egresada de la Universidad del Desarrollo Profesional (UNIDEP) como Licenciada en Psicología Industrial en los años 2009 a 2013, titulada en abril de 2014 por su tesis La discapacidad y mayor oportunidad de empleo en Hermosillo, Sonora. Se encuentra estudiando su segunda licenciatura en Universidad Vizcaya de la Américas en Psicología General para después enfocarse en estudiar psicología en salud.

## Reconocimientos
En 2017, fue premiada entre 100 mujeres sonorenses que acudieron al seminario Empoderamiento de las Mujeres en el Siglo XXI, que fue impartido por The Washington Center y The Advanced Leadership Foundation, y recibió su galardón en la ciudad de Washington, EE. UU..
En 2018, fue nombrada como Ciudadana del Año al ser una de las principales promotoras de la inclusión laboral.